# Лазар Поптомов
Лазар Поптомов (изписване до 1945 година: Лазаръ попъ Томовъ) е български революционер, деец на Вътрешната македоно-одринска революционна организация. 

## Биография
Роден е в Гевгели и действа като четник във ВМОРО, а по-късно е убит от деец на Върховния комитет в Кюстендил. Вероятно е убит в разразилия се спор между ВМОРО и ВМОК за владеене на пограничния пункт в града, при който от страна на върховистите са ранени Васе Пехливана и Юрдан Стоянов.